# NGC 797
NGC 797 is een balkspiraalstelsel in het sterrenbeeld Andromeda. Het hemelobject werd op 21 september 1786 ontdekt door de Duits-Britse astronoom William Herschel.

## Synoniemen
- PGC 7832
- UGC 1541
- MCG 6-5-78
- ZWG 522.105
- VV 428
- 5ZW 170
- NPM1G +37.0077